# Peter Kirsten
Pour les articles homonymes, voir Kirsten.
Peter Kirsten (né le 29 août 1935 à Schwäbisch Hall, mort le 5 décembre 2004 à Dietramszell) est un producteur de musique allemand.

## Biographie
Kirsten devient chanteur de jazz en 1955 et travaille avec les orchestres de Max Greger et Hugo Strasser. Il produit des émissions avec les big bands d'Erwin Lehn et de Werner Baumgart. En 1960, il est soliste et bassiste du chœur de Horst Jankowski. Il participe avec le titre Regenbogen, Regenbogen au concours de sélection de l'Allemagne pour le Concours Eurovision 1964.
Peter Kirsten fonde en 1966 Münchener Global Musikverlag qui a sous contrat des artistes allemands et étrangers connus. Le premier artiste qu'il signe est le compositeur Horst Jankowski. Il crée en 1970 son label phonographique Global Records avec lequel il commence par distribuer en Allemagne les disques de James Royal, avant de produire ses propres artistes dont la chanteuse Joy Fleming en 1972. En 1979, Kirsten agrandit son entreprise et les studios Arco. En 1980, il signe un contrat avec Gitte Hænning et lui permet de renouer avec le succès grâce à la chanson Freu dich bloß nicht zu früh. Il commence à travailler avec Konstantin Wecker en 1988. Kirsten fonde le label Global-Musicon à cette fin.
Global Musikverlag est toujours un label important en Allemagne. Kirsten vend Global Musikverlag à Chrysalis Records en 1999.